# Saint-Michel-sur-Loire
Saint-Michel-sur-Loire település Franciaországban, Indre-et-Loire megyében. Lakosainak száma 713 fő (2018. január 1.). Saint-Michel-sur-Loire Bréhémont, Continvoir, Les Essards, Ingrandes-de-Touraine, Langeais, Restigné és Saint-Patrice községekkel határos.

## Népesség
A település népessége az elmúlt években az alábbi módon változott:
| Lakosok száma | 514  | 412  | 432  | 535  | 509  | 640  | 665  | 688  | 690  | 713  |
|               | 1968 | 1975 | 1982 | 1990 | 1999 | 2011 | 2013 | 2015 | 2017 | 2018 |